# Елвінн Купер Вілер
Елвінн Купер Вілер (англ. Alwynne Cooper Wheeler; 1929—2005) — британський іхтіолог. З 1950 по 1989 роки працював куратором відділу іхтіології Музею природознавства у Лондоні. Займався систематикою риб.